# Diferencované sdružování
Diferencované sdružování je teorie, vyvinutá významným americkým sociologem Edwinem Sutherlandem (1883, Nebrasca – 1950, Indiana). Ten se stejně jako ostatní učenci Chicagské školy zajímal o kriminologii a snažil se najít odpověď na to, jak se lidé z různých sociálních skupin podílí na kriminální činnosti a v jaké míře. Chtěl vytvořit přímo jakousi příručku pro další potenciální výzkum v oblasti této problematiky. Jeho mikroteorie se zabývá vlivem menších skupin na chování jednotlivců patřících právě do tohoto „společenství“. Hlavní myšlenkou teorie je tvrzení, že kriminálnímu chování – pohnutkám, technikám I motivům - se člověk učí, především interakcí se členy ve svém okolí. Jde o jednu z nejdiskutovanějších a nejvlivnějších teorií deviace. Vysvětluje, jak se jedinci stávají kriminálníky, ale už se nezabývá příliš otázkou proč. Je považována za pozitivistickou teorii, jelikož se zaměřuje na konkrétní činy, na rozdíl od subjektivněji postavených společenských vlivů na identitu jedince. Ten se podle Sutherlanda učí, jak spáchat trestný čin, učí se také motivaci k tomuto činu, impulsům, racionalizaci a celkovému postoji k trestné činnosti. Spáchat trestný čin se tak pro něj stává společensky jednodušší a přijatelnější. Inspirace plyne z kulturních přenosů a struktur. Sutherland vnímá “vlastní já” jako společensky konstruovanou jednotku, která je jednotlivými sociálními interakcemi neustále ovlivňována.
Teorie se dá vykládat mnoha způsoby. Je zde však několik základních faktorů, které ovlivňují proces stávání se kriminálníkem. Může to být např. do jisté míry dáno socioekonomickým statutem jedince, vztahem mezi rodiči nebo tím, že má v okolí někoho blízkého, který toto chování nejen akceptuje, ale i sám vykonává.
Princip teorie zahrnuje devět základních předpokladů.
1. Jakákoliv trestná činnost je považována za naučenou.
2. Této činnosti se jedinec učí především interakcí s ostatními skrze různé druhy komunikace.
3. Zásadní je přitom okruh blízkých osob – rodina, přátelé, partneři apod.
4. Proces učení může zahrnovat množství komponentů, např. způsob, jak spáchat trestný čin, může být složitý i jednoduchý, dále také motivaci a racionalizaci trestného chování. V neposlední řadě se člověk učí přístupu a postoji k tomuto chování, které mu následně umožňují jít proti morálně přijatelnému chování.
5. Pohnutky a motivy k trestnému činu se odvíjí od pozitivní či negativní interpretace legálních i morálních pravidel, které v lidské společnosti existují
6. Lidé se stávají kriminálníky, pokud vyhodnotí, že překročení zákona přinese více pozitivních následků, než těch negativních, které ze situace plynou
7. Projevy diferencované asociace se mohou velmi lišit svou intenzitou, hlavními prioritami, trváním a také frekvencí
8. Proces učení kriminálnímu chování zahrnuje stejné postupy a mechanismy, jako každý jiný druh učení
9. Trestné chování může být vyjádřením generalizovaných hodnot či potřeb, které však nemusí toto chování způsobit vždy, tudíž se s ním nespojují a nevysvětlují ho.

Teorie říká, že jedinec se uchýlí k trestné činnosti tehdy, pokud podle jeho úsudku převažují pozitivní aspekty z překročení zákona nad těmi negativními. Poté je rozhodující, jak toto chování přijmou jemu blízcí lidé. Pokud je čin vnímán příznivě, dojde v mysli daného jedince k posílení vnímání trestného chování jako uspokojujícího.

## Faktory teorie

### „Praktický“ trestný čin
Teorie se nezabývá hodnocením toho, co by mohlo být za praktický trestný čin považováno. Někdy zkrátka lidé poruší zákon kvůli potřebě (např. při ohrožení na životě apod.) Pokud je někdo vyhladovělý, je přirozeně větší pravděpodobnost, že v případě možnosti ukradne jídlo. Pokud je někdo žíznivý a uvidí v nehlídaném obchodě vodu, bude mít nutkání ji ukrást. Teorie dává těmto potřebám stejnou váhu, jako hodnotám, ale jen tehdy, pokud z činu neplynou život ohrožující následky. Nemůžeme tedy říci, že měl stejný motiv ke krádeži tyčinky v obchodě vyhladovělý člověk a 14letý kluk, co si chtěl vyzkoušet, jaký je pocit něco odcizit a porušit tím zákon.
Motivací k trestné činnosti však může být celá řada a nemusí se z daleka jednat jen o tyto nezbytné potřeby. Častým důvodem jsou peníze, dosažení uznání okolí nebo naplnění vnitřního nutkání ke spáchání činu. To mohou pociťovat silněji právě jedinci, vyrůstající či žijící v prostředí, kde k takovým činnostem dochází pravidelně.

### Vliv prostředí
Celkový pohled lidí na svět se během jejich života postupně utváří a mění. Výchova je nedílnou součástí tohoto procesu. Svět bude jinak vnímat člověk, který vyrostl v prostředí tyranských rodičů než někdo, kdo měl rodiče milující. Také pokud je dítě vychováváno pouze jedním rodičem či dokonce náhradními pěstouny, bude to na jeho psychiku mít vliv. Stejně tak se tento pohled bude lišit v době dětství a v dospělosti. A v neposlední řadě ovlivní jednání jedince také situace, ve které se zrovna nachází – zaměstnání, sociální postavení, partnerství a nespočet dalších aspektů. Sutherland však ve své teorii říká, že jelikož jednání dvou lidí nacházejících se ve stejné situaci se zpravidla liší, jsou to právě životní zkušenosti, zážitky a pohled na svět, co nás vedou ke kriminálnímu chování.

## Kritika
Hlavním terčem kritiky této teorie bývá fakt, že nebere v úvahu specifické a individuální rysy povahy jedince. Lidé si mohou vybrat prostředí, ve kterém se budou pohybovat, a to i jako děti. Mohou se např. obklopit jedinci, kteří považují trestnou činnost za nemorální, nikoliv běžnou součást života. A i když už jsme v blízkosti kriminálníků, neznamená to přece, že s jejich jednáním musíme souhlasit. Naší reakcí může být jejich následování, ale také naopak boj proti tomuto fenoménu.
Motivace mohou být velmi různé a individuální. Lidé se rozhodují nezávisle a svobodně, jak se v určité chvíli zachovají. To znamená – ne všechny faktory podle teorie diferencovaného sdružování (asociace) musí nutně s činem souviset, naopak některé mohou být naprosto bezvýznamné a dokázat jejich podíl na trestné činnosti je téměř nemožné.
I přes tuto kritiku je Sutherlandova teorie cenným pomocníkem, a to I v moderní době. Pokud je spáchán trestný čin, vyšetřování se zpravidla zaměřuje nikoliv na osobu kriminálníka jako takovou, ale zkoumá se především prostředí a pozadí, které vyústilo v trestnou činnost daného jedince. Takovým způsobem můžeme také anticipovat potenciálně nebezpečné prostředí a okolnosti a snažit se jim do budoucna předcházet.